# Nunnally Johnson
Nunnally Johnson (5 de diciembre de 1897 - 25 de marzo de 1977) fue un director de cine, guionista y productor cinematográfico estadounidense.

## Biografía
Johnson nació en Columbus, Georgia. Comenzó su carrera como periodista, escribiendo en el Columbus Enquirer Sun, el Savannah Press, el Brooklyn Daily Eagle y el New York Herald Tribune. Poco después, escribiría cuentos cortos que serían recopilados y publicados bajo el título There Ought To Be a Law (1930). El primer contacto con el cine de Johnson llegaría con la compra de los derechos de uno de sus cuentos y que sería llevado a la pantalla en 1927. En 1932, Johnson pidió a su editor poder escribir la crítica cinematográfica. Ante la negativa de este, Johnson se trasladó a Hollywood para trabajar directamente en la industria del cine. 
Johnson pronto encontraría trabajo como guionista y obtuvo un contrato de la 20th Century-Fox en 1935. En 1943, cofundaría la International Pictures junto a William Goetz, dedicándose a la producción. En la década de los 50, experimentaría con la dirección con títulos como Decisión a medianoche, El hombre del traje gris o Las tres caras de Eva.
Johnson fue nominado a los premios Óscar como mejor guion por Las uvas de la ira y conseguiría el premio al mejor director de la Directors Guild of America en 1956 por El hombre del traje gris.
Johnson se casó tres veces, con Marion Byrnes, Alice Mason y Dorris Bowdon. Su matrimonio  con Bowdon duró desde 1939 hasta su muerte y, fruto de él, nacieron tres hijos. Su hija, Marjorie Fowler, fue montadora de cine y su nieto, Jack Johnson, es actor. 
Johnson murió de neumonía en Hollywood en 1977 y está enterrado en el cementerio Westwood Village Memorial Park en Los Ángeles.

## Filmografía
Como director:
- Decisión a medianoche (Night People) (1954)
- Viuda Negra (Black Widow) (1954)
- El hombre del traje gris (The Man in the Gray Flannel Suit)(1956)
- Las tres caras de Eva (The Three Faces of Eve) (1957)
- El ángel vestido de rojo (The Angel Wore Red) (1960)

Como productor:
- Casanova Brown (1944), de Sam Wood.
- La mujer del cuadro (The Woman in the Window) (1944), de Fritz Lang.
- A través del espejo (The Dark Mirror) (1946), de Robert Siodmak.
- El senador fue indiscreto (The Senator Was Indiscreet) (1947), de George S. Kaufman.
- Domador de sirenas (Mr. Peabody and the Mermaid) (1948), de Irving Pichel.
- Si ella lo supiera (Everybody Does It) (1949), de Edmund Goulding.
- The Mudlark (1950), de Jean Negulesco.
- El pistolero (The Gunfighter) (1950), de Henry King.
- Regresaron tres (Three Came Home) (1950), de Jean Negulesco.
- Rommel: el zorro del desierto (The Desert Fox: The Story of Rommel, 1951), de Henry Hathaway.
- Mi prima Raquel (My Cousin Rachel) (1952), de Henry Koster.
- Cómo casarse con un millonario (How to Marry a Millionaire) (1953), de Jean Negulesco.
- Decisión a medianoche (Night People) (1954)
- Las tres caras de Eva (The Three Faces of Eve) (1957)

Como guionista:
- Prisionero del odio (The Prisoner of Shark Island) (1936), de John Ford.
- Tierra de audaces (Jesse James) (1939), de Henry King.
- Las uvas de la ira (The Grapes of Wrath) (1940), de John Ford.
- Casanova Brown (1944), de Sam Wood.
- Las llaves del reino (The Keys of the Kingdom) (1944), de John M. Stahl.
- La mujer del cuadro (The Woman in the Window) (1944), de Fritz Lang.
- El caballero del Oeste (Along Came Jones) (1945), de Stuart Heisler.
- A través del espejo (The Dark Mirror) (1946), de Robert Siodmak.
- Si ella lo supiera (Everybody Does It) (1949), de Edmund Goulding.
- The Mudlark (1950), de Jean Negulesco.
- Regresaron tres (Three Came Home) (1950), de Jean Negulesco.
- Rommel: el zorro del desierto (The Desert Fox: The Story of Rommel, 1951), de Henry Hathaway.
- Cuatro páginas de la vida (O. Henry’s Full House) (1952), de Henry Hathaway.
- Mi prima Raquel (My Cousin Rachel) (1952), de Henry Koster.
- Cómo casarse con un millonario (How to Marry a Millionaire) (1953), de Jean Negulesco.
- Decisión a medianoche (Night People) (1954)
- El hombre del traje gris (The Man in the Gray Flannel Suit)(1956)
- La verdadera historia de Jesse James (The True Story of Jesse James) (1957), de Nicholas Ray.
- El ángel vestido de rojo (The Angel Wore Red) (1960)
- Take Her, She's Mine (1963), de Henry Koster.
- Doce del patíbulo (The Dirty Dozen) (1967), de Robert Aldrich.

## Premios y distinciones
Premios Óscar
| Año  | Categoría            | Película           | Resultado |
| ---- | -------------------- | ------------------ | --------- |
| 1941 | Mejor guion adaptado | Las uvas de la ira | Nominado  |
| 1944 | Mejor guion          | Sagrado matrimonio | Nominado  |

Festival Internacional de Cine de Cannes
| Año  | Categoría        | Película                 | Resultado |
| ---- | ---------------- | ------------------------ | --------- |
| 1956 | Mención especial | El hombre del traje gris | Ganador   |

Festival Internacional de Cine de Venecia
| Año  | Categoría                   | Película             | Resultado |
| ---- | --------------------------- | -------------------- | --------- |
| 1952 | Premio Osella - Mejor guion | Llama un desconocido | Ganador   |